# Mineralogické muzeum Tiso/Teis
Mineralogické muzeum Tiso/Teis (německy Mineralienmuseum Teis, italsky Museo mineralogico Tiso) se nachází ve vesnici Tiso (německy Teis), která je administrativně jednou z částí horské obce Funes (Villnöß) v převážně německojazyčné oblasti v autonomní provincii Bolzano regionu Trentino-Alto Adige v severní Itálii. Hlavní část muzejních sbírek tvoří minerály, které se vyskytují v místních horninách, převážně andezitech. Jedná se především o unikátní geody, kterým se zde přezdívá Teiser Kugeln a které kromě achátů a karneolů obsahují často ve svých dutinách také krystaly ametystu a dalších odrůd křemene a dále krystaly kalcitu, prehnitu, goethitu a jiných minerálů.

## Geografie
Název minerálu achátu se odvozuje od historického názvu řeky Achates (dnes Dirillo), pramenící v pohoří Iblei na jihu Sicílie., kde se původně měly tyto minerály vyskytovat. Jediná známá a skutečně doložená lokalita výskytu achátů na italském území je však na zcela opačném konci země, v nejsevernější oblasti Itálie.
Vesnice Tiso neboli Teis se nachází v jihotyrolských Dolomitech v nadmořské výšce 950 metrů v místech, kde údolí Val di Funes (Villnößtal) ústí do jednoho z hlavních údolí v této oblasti Valle Isarco (Eisacktal). Ves je vzdálená zhruba 6 km vzdušnou čarou směrem na jih od Brixenu (italsky Bressanone). Po silnici z italsko-rakouského hraničního přechodu v Brennerském průsmyku činí vzdálenost do Tisa/Teisu necelých 60 km.

## Historie
Zvláštní geody z lokality Tiso/Teis byly předmětem zájmu přírodovědců a veřejnosti již v na počátku 20. století. Hlavní zásluhu na vzniku mineralogického muzea v Tisu mají předseda místního spolku Verkehrsverein Karl Volgger spolu s Paulem Fischnallerem (* 1934) z Mittermühlu, známým místním strahlerem, jak se v alpském regionu označují profesionální hledači minerálů.
Přípravy na vybudování mineralogického muzea probíhaly v druhé polovině 90. let 20. století. Paul Fischnaller odevzdal novému muzeu svou sbírku geod, které získal v horách kolem Tisa za uplynulých třicet let a od otevření muzea se podílí na jeho chodu jako průvodce sbírek i terénních exkurzí, organizovaných muzeem. Mineralogické muzeum v Tisu bylo slavnostně otevřeno 18. září 1999, o rok později byl oficiálně ustaven spolek Mineralienmuseum Teis, který muzeum provozuje. Kromě achátů a dalších typických místních geod jsou ve sbírkách muzea prezentovány také další alpské mineralogické lokality, jako jsou nálezy z Pfunderu, Pfitsche (Val di Vizze), z údolí Aosty, ze Švýcarska a z oblasti Mont Blancu. Zastoupeny jsou i acháty z jedné z nejznámějších evropských lokalit Idar-Obersteinu v německé spolkové zemi Porýní-Falc.

## Galerie

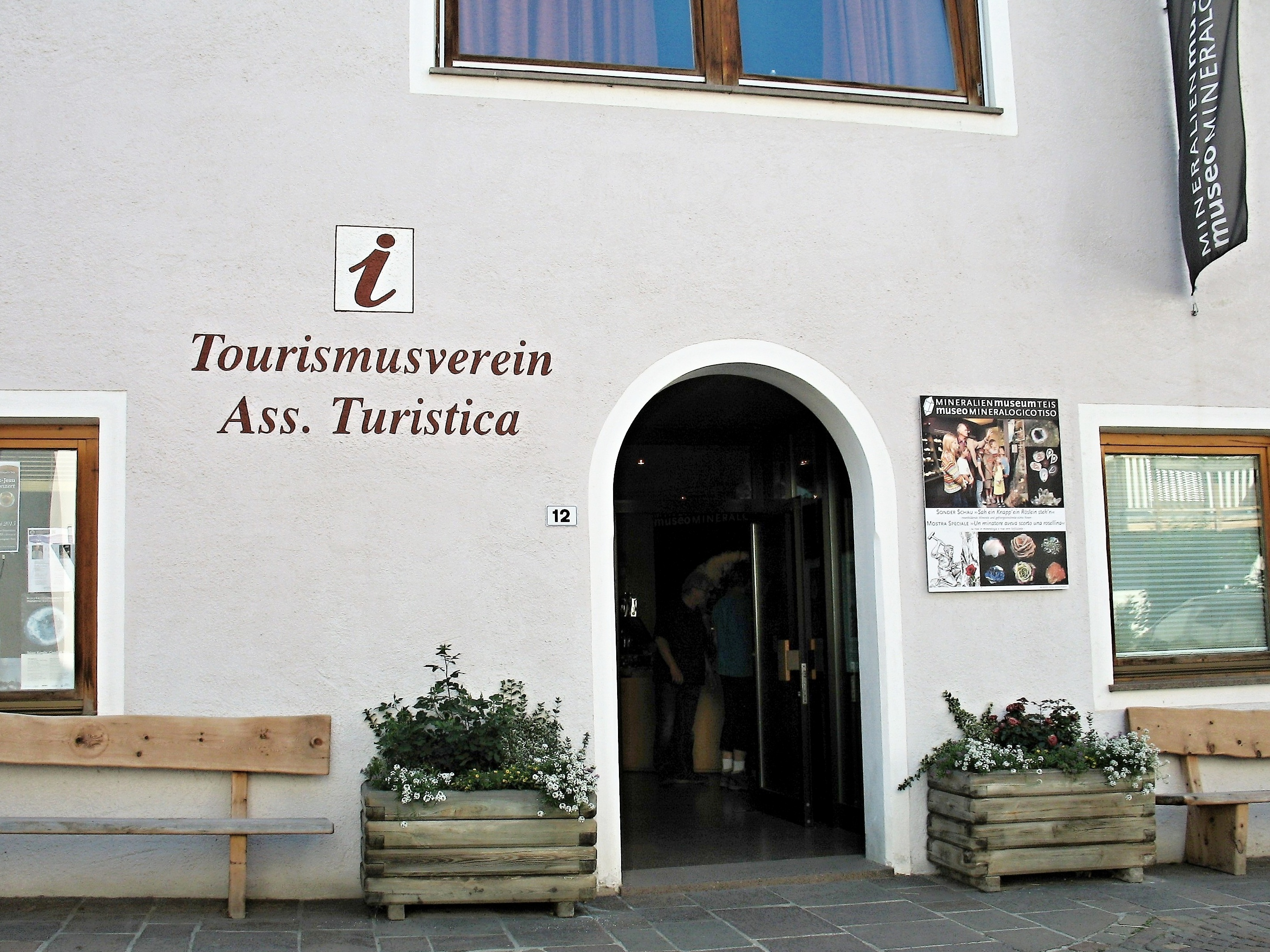
Vchod do muzea a informačního střediska
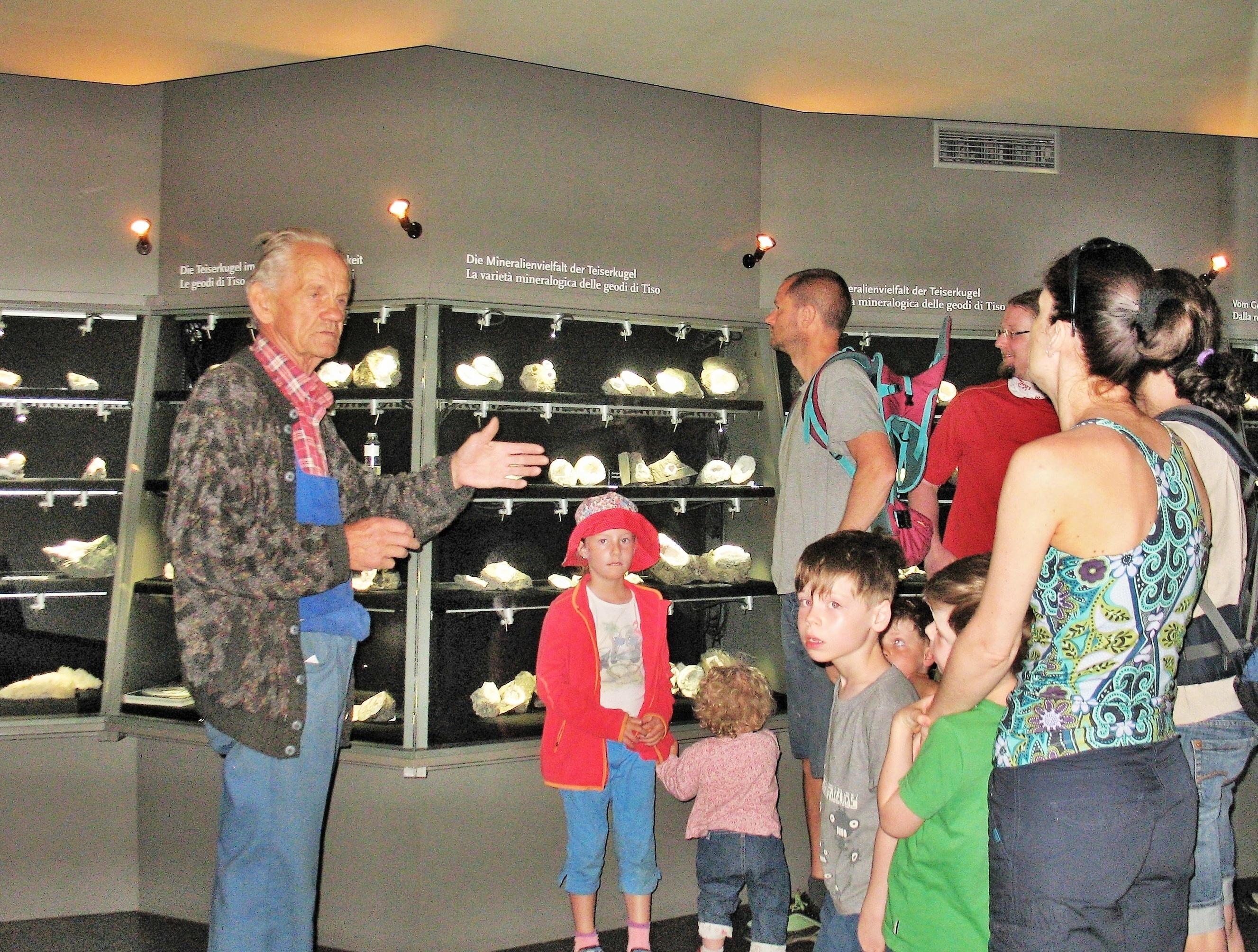
Muzeem provází jeho spoluzakladatel Paul Fischnaller
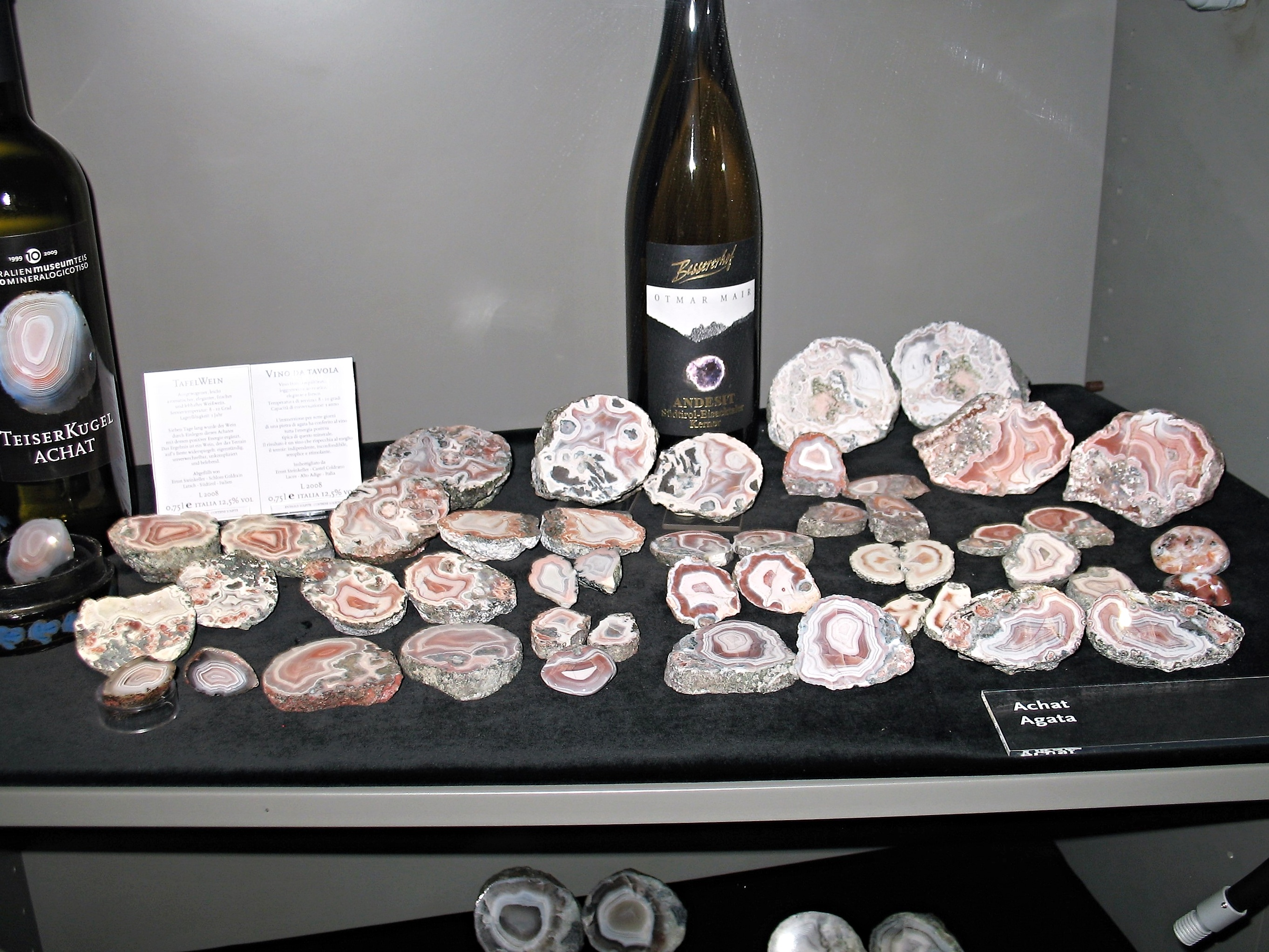
Expozice tiských achátů s ukázkou místních vín
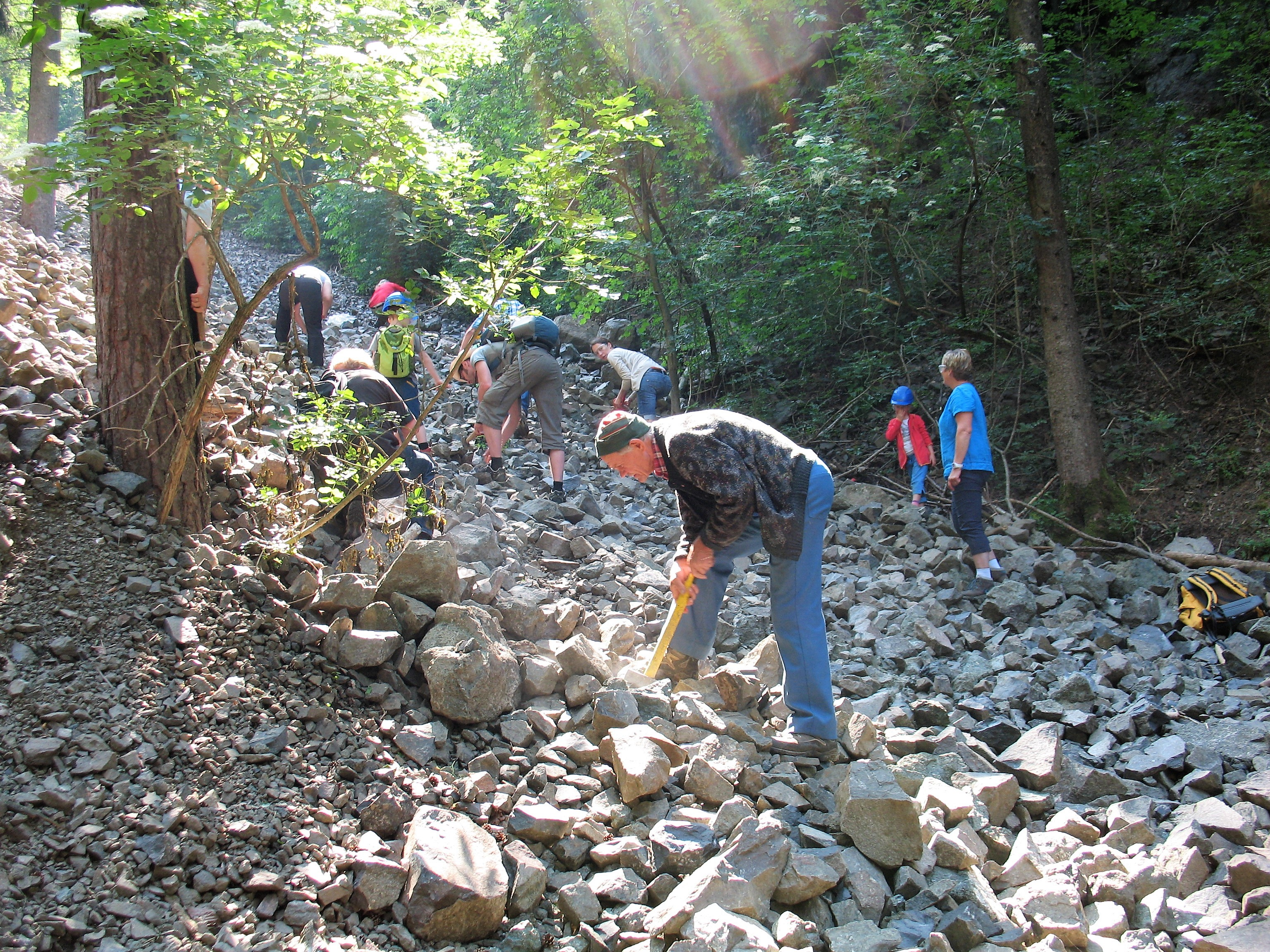
Exkurze na mineralogické lokalitě, organizovaná muzeem
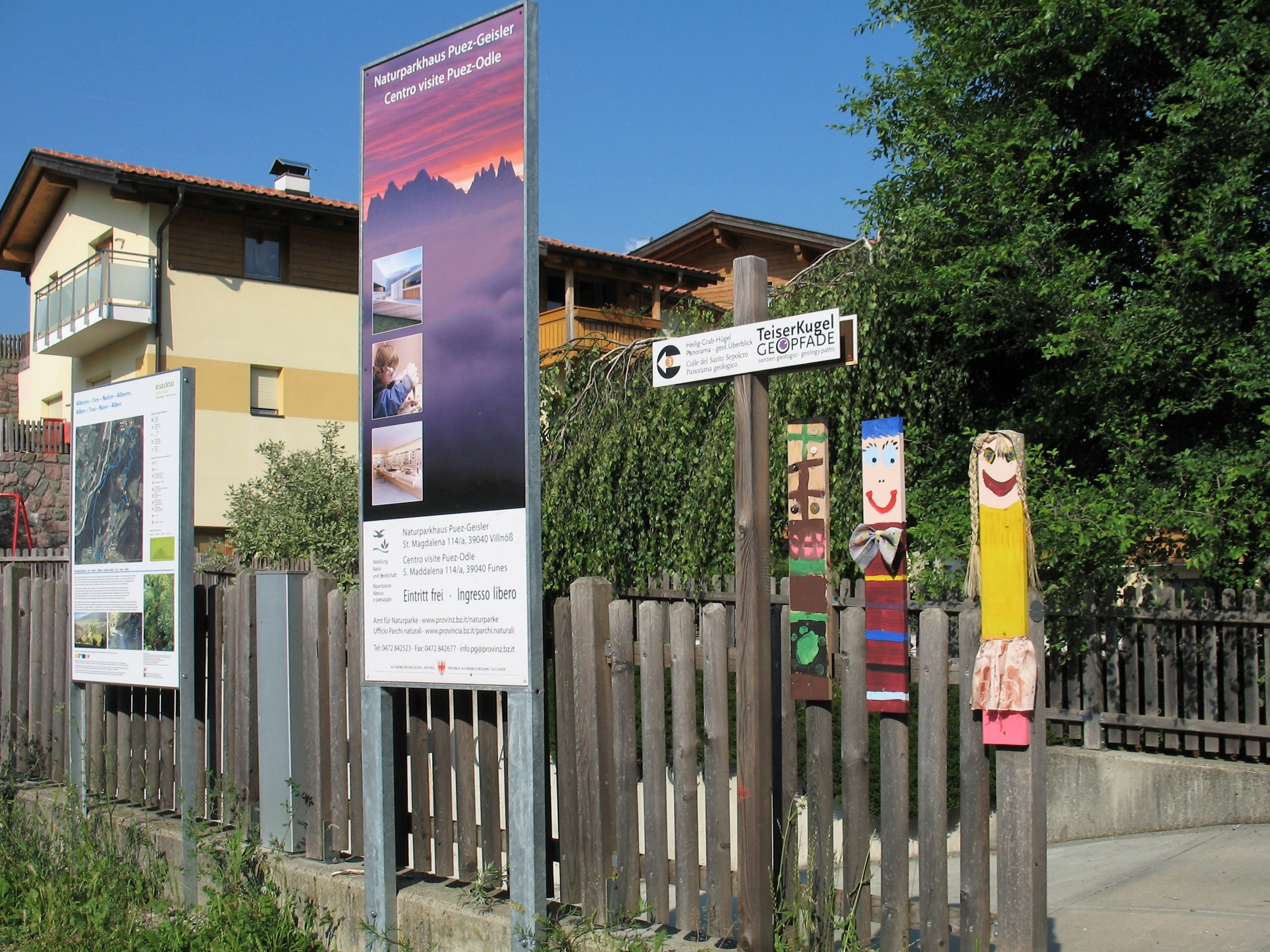
Značení geostezky Teiser Kugel Geopfade
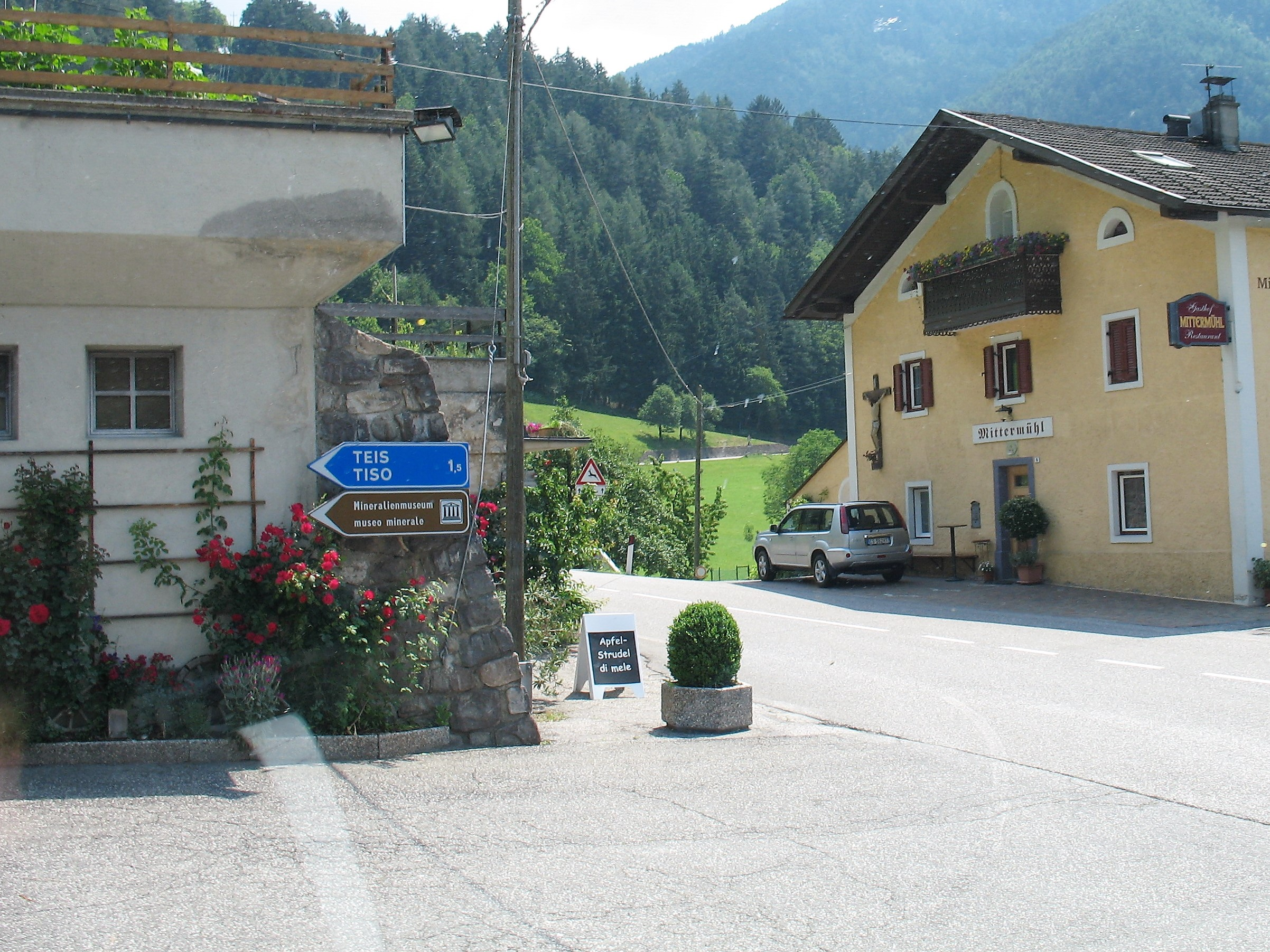
Odbočka do Tisa v osadě Mittermühl